# Rawya Ateya
Rawya Ateya (in arabo راوية عطية‎?, Rawya Ateya; Governatorato di Giza, 19 aprile 1926 – 9 maggio 1997) è stata un'insegnante, giornalista e politica egiziana che nel 1957 divenne la prima parlamentare donna in Egitto e nel mondo arabo.

## Primi anni
Rawya Ateya nacque nel governatorato di Giza il 19 aprile 1926. Crebbe in una famiglia politicamente attiva; il padre era il segretario generale del partito politico liberale Wafd nel governatorato di Gharbiyya, e le sue attività politiche ne causarono l'incarcerazione. Ateya prese parte alle manifestazioni politiche già in giovane età, e si ferì durante le proteste anti-britanniche del 1939. Continuò i suoi studi fino a un livello avanzato, cosa inusuale per le ragazze egiziane al tempo. Conseguì diverse lauree in vari campi: una licenza in economia presso l'Università del Cairo nel 1947, un diploma in educazione e psicologia, un master in giornalismo e un diploma in studi islamici. Lavorò per 15 anni come insegnante e si occupò direttamente di giornalismo per un breve periodo di sei mesi.

## Servizio militare
Nel 1956, Ateya divenne la prima donna ad essere assoldata come ufficiale nell'Esercito di Liberazione. Partecipò attivamente alla campagna di Suez, durante la quale l'Egitto venne invaso da Regno Unito, Francia ed Israele. Durante la guerra, aiutò ad addestrare 4 000 donne alle tecniche di primo soccorso e di assistenza infermieristica. Ateya deteneva il grado di capitano in un'unità di commando composto da sole donne. Durante la guerra del Kippur del 1973, diresse la "Society of Families of Martyrs and Soldiers", che le valse il soprannome di «madre dei combattenti martirizzati». Ha ottenuto diversi riconoscimenti militari da parte dello stato egiziano.

## Carriera parlamentare
Il presidente Gamal Abdel Nasser, adottando la nuova costituzione del 1956, estese a tutte le donne il diritto di voto e l'eleggibilità per le cariche d'ufficio. Le prime elezioni sotto la nuova costituzione si tennero l'anno successivo, il 3 luglio 1957. Erano presenti soltanto 16 donne tra gli oltre 2 000 candidati. I sondaggi condotti all'epoca mostrarono che il 70% degli egiziani erano contrari alla possibilità di eleggere delle donne in Parlamento. Nonostante ciò, Ateya, contro ogni aspettativa, ricevette 110 807 nella sua circoscrizione. Eletta per Il Cairo nel secondo turno, descrisse il pregiudizio che dovette affrontare così: «Venni accolta con rancore per essere una donna. Nonostante ciò parlai con loro e ricordai loro delle mogli e delle famiglie del profeta finché non cambiarono opinione». In aggiunta alle argomentazioni religiose, sfruttò la propria esperienza militare come risorsa politica. La vittoria di Ateya fu tanto più significativo dal momento che il suo sfidante era il banchiere e avvocato filocomunista Ahmed Fuad, un amico e protégé del presidente Nasser.
Ateya si insediò in parlamento il 14 luglio 1957. Nonostante un'altra donna, Amina Shukri, fosse stata eletta nelle elezioni del 1957, la sua vittoria venne annunciata soltanto il 22 luglio, rendendo di fatto Ateya la prima donna a diventare parlamentare in Egitto e nell'intero mondo arabo. Durante la sua permanenza in Parlamento, Ateya si impegnò a sostenere i diritti delle donne. Fece continue pressioni per l'implementazione di un trattamento preferenziale nei confronti delle donne lavoratrici, in particolare riguardo a un congedo parentale retribuito di due mesi. Nel luglio del 1958, presentò una proposta di legge per l'abolizione della poligamia. Nonostante fosse supportata da diversi parlamentari dei distretti urbani, quali Il Cairo e Alessandria d'Egitto, la proposta di legge venne fortemente osteggiata da parte dei parlamentari dei distretti rurali e venne bocciata. Ateya era inoltre curiosamente filoamericana in un'era di nazionalismo arabo ed anti-imperialismo molto intensi. Dopo aver visitato i maggiori paesi comunisti del tempo, come Cina, India, Unione Sovietica e Cecoslovacchia, Ateya riferì ai giornalisti: «Ho visto la Russia, ma in realtà penso che vorrei che l'Egitto fosse più come gli Stati Uniti d'America». Dichiarò pubblicamente di apprezzare gli Stati Uniti e il loro presidente Dwight D. Eisenhower, una posizione per cui venne aspramente attaccata. Nonostante le critiche, riuscì comunque a salvare la propria posizione politica grazie al suo sostegno verso il presidente Nasser, che Ateya descrisse come «bellissimo».
La vittoria di Ateya del 1957 non durò a lungo: due anni dopo perse le elezioni per poter essere riconfermata in Parlamento. Si mantenne comunque politicamente attiva, servendo in particolare nel comitato della Croce Rossa. Venticinque anni dopo la sua sconfitta alle elezioni, Ateya fu in grado di rinvigorire la propria carriera parlamentare. Nel 1984, da socialdemocratica, venne eletta all'interno dell'Assemblea del popolo insieme al Partito Nazionale Democratico. Nel 1993, diresse il Consiglio del Popolo e della Famiglia per Giza. Ateya morì nel 1997, all'età di 71 anni.